# La gran aventura del Zorro
Pour plus de détails, voir Fiche technique et Distribution.
La gran aventura del Zorro (en français : La grande aventure de Zorro) est un film d'aventures mexicain réalisé par Raúl de Anda Jr. et sorti en 1976.

## Synopsis
Le territoire est sous dictature militaire. Les fermiers voient leurs biens saisis et les villageois sont utilisés comme esclaves. Zorro est le seul à oser s'opposer à l'armée et il a juré de restaurer l'ordre et de libérer les opprimés. Cependant, pour la plupart, Zorro est un mythe.
Pendant ce temps, Diego de la Vega, fils aîné de Don Carlos est aux côtés de son jeune frère Pedro qui doit épouser Helena, fille d'un riche caballero, Don Francisco. Don Francisco décide de vendre son ranch et de se retirer. Emilio Walter, un acheteur potentiel se présente et se lie d'amitié avec les deux familles. Après avoir sceller l'affaire, il piège Don Francisco pour lui voler l'argent. Don Francisco est tué et Pedro qui l'accompagnait, est gravement blessé. L'assassin s'habille alors en Zorro et commet une série de crimes qu'il signe du Z de Zorro. La population locale tourne le dos au justicier et les militaires commencent à relier les indices, ce qui les mènent au domaine des De la Vega.
Zorro se lance dans une chasse à l'homme pour laver son nom.

## Fiche technique
- Titre original : La gran aventura del Zorro
- Titre de travail : ¡Viva El Zorro![2]
- Titre anglais ou international : The Great Adventure of Zorro
- Réalisation : Raúl de Anda Jr.
- Assistant-réalisateur : Rafael Villaseñor Kuri
- Scénario : X. Randa (et non crédité : Raúl de Anda Jr., Raúl de Anda, Rodolfo de Anda)
- Décors : Raúl Cárdenas
- Maquillage : Antonio Ramírez
- Coiffure : María de los Ángeles Rico
- Photographie : Raúl Domínguez
- Montage : Francisco Chiu
- Musique : Ricardo Carrión
- Production : Héctor Baltierra
- Producteur délégué : Antonio de Anda
- Société(s) de production : Cine Visión, Estudios América, Radeant Films
- Pays d’origine :  Mexique
- Langue originale : espagnol
- Format : couleur (Eastmancolor) - Mexiscope (en)
- Genre : aventures, action
- Durée : 90 minutes
- Dates de sortie :
  - Mexique : 12 février 1976

## Distribution
- Rodolfo de Anda : Diego de Vega / El Zorro
- Helena Rojo : Helena
- Pedro Armendáriz Jr. : Emilio Walter
- Ricardo Carrión : Pedro de Vega
- Jorge Arvizu : Kimo
- Carlos López Moctezuma : Don Francisco
- Jorge Russek : Capitaine Robles
- Carlos León : Don Carlos Vega
- Jorge Mateos : notaire
- José L. Murillo : Docteur Manuel
- Patricia Luke

## Production

### Tournage
Le film a été tourné à Durango durant le mois de juin 1974,.